# 리비아 관련 문서 색인
다음은 리비아에 관한 문서 목록이다.

## 0-9
- 1986년 미국의 리비아 공습

## ㄱ
- 가라만테스

## ㄹ
- 리비아 사막
- 리비아 아랍어
- 리비아 왕국
- 리비아 해군
- 리비아의 경제
- 리비아의 국기
- 리비아의 국장
- 리비아의 비핵화
- 리비아의 수반 목록
- 리비아의 역사
- 리비아의 인구
- 리비아의 행정 구역

## ㅂ
- 벵가지

## ㅅ
- 서부 사막 전역

## ㅇ
- 오스만령 트리폴리타니아
- 이탈리아령 리비아
- 이탈리아령 키레나이카
- 이탈리아령 트리폴리타니아
- 이탈리아-튀르크 전쟁

## ㅈ
- 제1차 리비아 내전
- 제3국제이론
- 주와라

## ㅋ
- 키레나이카

## ㅌ
- 트리폴리 (리비아)
- 트리폴리타니아

## ㅍ
- 팬암 항공 103편 폭파 사건
- 페잔

## ㅎ
- 훔스